# Deal with the Devil
Albums de Lizzy Borden
Master of Disguise
(1989) Appointment with Death
(2007)
Deal with the Devil est le cinquième album studio de Lizzy Borden, sorti en 2000 sous le label Metal Blade Records.

## Liste des titres
Toutes les pistes par Lizzy Borden, sauf indication.
1. There Will Be Blood Tonight - 3:56
2. Hell Is for Heroes - 5:11
3. Deal With the Devil - 3:45
4. Zanzibar - 6:26
5. Lovin' You Is Murder - 3:44
6. We Only Come Out at Night - 4:34
7. Generation Landslide (Cooper, Bruce, Buxton, Dunaway, Smith) - 4:44
8. The World Is Mine - 4:56
9. State of Pain - 2:56
10. (This Ain't) The Summer of Love (Bouchard) - 3:46
11. Believe - 5:17

### Titres bonus Japon
1. We'll Burn The Sky

## Composition du groupe
- Lizzy Borden - chants
- Alex Nelson - guitare rythmique, guitare solo & Acoustique
- Louis Cyphre - guitare rythmique & Solo
- Mike Davis - basse
- Joey Scott Harges - batterie

### Autres Musiciens
- Brian Perry - basse
- Joey Vera - basse
- Mårten Andersson - basse
- Dan Fitzgerald - guitare solo & acoustique
- David Michael Philips - guitare solo
- Joe Steals - guitare
- Mike Razzatti - guitare additionnelle
- Elliot Solomon - claviers